# Quý Tỵ
Quý Tỵ (chữ Hán: 癸巳) là kết hợp thứ 30 trong hệ thống đánh số Can Chi của người Á Đông. Nó được kết hợp từ thiên can Quý (Thủy âm) và địa chi Tỵ (Rắn). Trong chu kỳ của lịch Trung Quốc, nó xuất hiện trước Giáp Ngọ và sau Nhâm Thìn.

## Các năm Quý Tỵ
Giữa năm 1700 và 2200, những năm sau đây là năm Quý Tỵ (lưu ý ngày được đưa ra được tính theo lịch Việt Nam, chưa được sử dụng trước năm 1967):
- 1713
- 1773
- 1833
- 1893
- 1953 (14 tháng 2, 1953 – 2 tháng 2, 1954)
- 2013 (10 tháng 2, 2013 – 30 tháng 1, 2014)
- 2073 (7 tháng 2, 2073 – 26 tháng 1, 2074)
- 2133
- 2193

## Sự kiện năm Quý Tỵ
Năm 207 TCN, Thục Phán lên ngôi xưng là An Dương Vương, lập ra nước Âu Lạc. Ông dựng kinh đô ở Phong Khê.
Theo thần phả, Thái sư Lý Đạo Thành sinh vào năm Quý Tỵ (993/1053).
2013 (Năm Quý Tỵ): Các kênh VTV đổi logo Tết lần đầu tiên sau 10 năm.
Ngày 28/11/2013, Quốc hội khóa XIII, kỳ họp thứ 6 đã thông qua bản Hiến pháp 2013, có hiệu lực từ ngày 01/01/2014. Hiến pháp 2013 là kết quả của sự kế thừa các bản Hiến pháp năm 1946, 1959, 1980, 1992 và là sự thể chế hóa Cương lĩnh xây dựng đất nước trong thời kỳ quá độ lên chủ nghĩa xã hội (bổ sung, phát triển năm 2011).